# Флаг Великого Устюга
Флаг Вели́кого У́стюга — опознавательно-правовой знак, составленный и употребляемый в соответствии с вексиллологическими правилами наряду с основным муниципальным символом — гербом, является официальным символом муниципального образования (городское поселение) «Город Великий Устюг» Великоустюгского муниципального района Вологодской области Российской Федерации.

## Описание
«Флаг города Великого Устюга представляет собой зелёное полотнище с отношением ширины к длине 2:3, несущее изображение фигур герба города Великого Устюга в сокращённой версии (без вольной части)».
Флаг разработан на основе герба Великого Устюга, геральдическое описание которого гласит:

В зелёном поле над серебряной волнистой оконечностью золотая земля с возвышением слева, на которой полулежит, опираясь на возвышение, обращённый вправо Нептун в зелёном лавровом венке и опускающейся от пояса серебряной одежде, держащий два косвенно опрокинутых навстречу друг другу червлёных (красных) кувшина с изливающейся серебряной водой; один кувшин — под десницей Нептуна на его коленях, другой — под его шуйцей на возвышении. В вольной части — герб Вологодской области.

Эта композиция появилась на знамёнах армейских полков, расквартированных в Великом Устюге, в XVIII веке. Она символизирует слияние рек Юга и Сухоны с образованием реки Северная Двина.